# Sierra Norte
La Sierra Norte de Sevilla és una comarca situada a la província de Sevilla, a Andalusia.
Comprèn els municipis d'Alanís, Almadén de la Plata, Aznalcóllar, Castilblanco de los Arroyos, El Castillo de las Guardas, Cazalla de la Sierra, Constantina, El Garrobo, El Madroño, El Pedroso, El Real de la Jara, El Ronquillo, Gerena, Guadalcanal, Guillena, La Puebla de los Infantes, Las Navas de la Concepción i San Nicolás del Puerto.
Limita al nord amb la comarca de la Campiña Sur (Badajoz), a l'est amb la província de Còrdova, al sud amb la Vega del Guadalquivir, la Comarca Metropolitana de Sevilla, l'Aljarafe i a l'oest amb la Sierra de Huelva.
La unitat geogràfica de la comarca es deu al fet que se situa en la franja sevillana de Sierra Morena, en el seu recorregut est-oest a través de tot el nord d'Andalusia. Aquesta zona serrana no és molt escarpada, amb forests que no superen els 1.000 m. d'altura i totes les seves valls, amb rius d'escàs cabal, aboquen cap al sud, feia el riu Guadalquivir.

## Espais naturals
Encara que tota la comarca té valor naturístic i paisatgístic, cal destacar: 
- El Parc Natural Sierra Norte de Sevilla.
- El Parc forestal d'Almadén de la Plata.
- Les Cascades del Huesna, declarades monument natural.
- El Cerro del Hierro, antigues mines de ferro adaptades per al senderisme i l'escalada.